# 1980年国家领导人列表
1980年國家領導人列表列出了1980年全球各國的主要領導人，包括國家元首、政府首腦及其他重要職位。這一年世界各國的政治格局經歷了多種變化，許多國家領導人的更替反映了當時的國際局勢與國內政治動態。
本列表按地區劃分，涵蓋非洲、亞洲、大洋洲、歐洲、中東、北美洲和加勒比海以及南美洲等區域。每個國家條目下詳細列出了其領導人的姓名與職務，並標注了任期時間。

## 非洲
- 阿尔及利亚
  - 总统 - 沙德利·本·杰迪德，阿尔及利亚总统（1979年－1992年）
  - 总理 - 穆罕默德·本·艾哈迈德·阿卜杜勒·加尼，阿尔及利亚总理（1979年－1984年）
- 安哥拉
  - 若泽·爱德华多·多斯·桑托斯，安哥拉总统（1979年9月10日－2017年9月26日）
- 贝宁人民共和国
- 马蒂厄·克雷库，贝宁总统（1972年－1991年）
- 博茨瓦纳
  - 总统 - 
    1. 塞雷茨·卡马，博茨瓦纳总统（1966年－1980年）
    2. 奎特·马西雷，博茨瓦纳总统（1980年－1998年）
- 布隆迪
- 让·巴蒂斯特·巴加扎，布隆迪总统（1976年－1987年）
- 佛得角
  - 总统 - 阿里斯蒂德·马里奥·佩雷拉，佛得角总统（1975年－1991年）
  - 总理 - 佩德罗·皮雷斯，佛得角总理（1975年－1991年）
- 科摩罗
  - 总统 - 艾哈迈德·阿卜杜拉·阿卜杜拉曼（1978年－1989年）
  - 总理 - 萨利姆·本·阿里，科摩罗总理（1978年－1982年）
- 象牙海岸
  - 费利克斯·乌弗埃-博瓦尼，象牙海岸总统（1960年－1993年）
- 吉布提-
  - 总统 - 哈桑·古莱德·阿普蒂敦，吉布提总统（1977年－1999年）
  - 总理 - 巴尔卡特·古拉特·哈马杜，吉布提总理（1978年－2001年）
- 赤道几内亚
  - 特奥多罗·奥比昂·恩圭马·姆巴索戈，赤道几内亚总统（1979年－现在）
- 埃塞俄比亚
  - 海尔·马里亚姆·门格斯图，临时军政委员会主席（1977年－1987年），埃塞俄比亚总统（1987年－1991年）
- 加蓬
  - 总统 - 奥马尔·邦戈，加蓬总统（1967年－现在）
  - 总理 - 莱昂·梅比亚梅，加蓬总理（1975年－1994年）
- 冈比亚
  - 达乌达·凯拉巴·贾瓦拉，冈比亚总统（1970年－1994年）
- 几内亚
  - 总统 - 艾哈迈德·塞古·杜尔，几内亚总统（1958年－1984年）
  - 总理 - 路易斯·兰萨纳·贝阿沃吉，几内亚总理（1972年－1984年）
- 肯尼亚
  - 丹尼尔·阿拉普·莫伊，肯尼亚总统（1978年－2002年）
- 利比里亚
  1. 威廉·理查德·托尔伯特，利比里亚总统（1971年－1980年）
  2. 塞缪尔·卡尼翁·多伊，利比里亚总统（1980年－1990年）
- 马拉维
  - 海斯廷斯·卡穆祖·班达，马拉维总统（1966年－1994年）
- 马里
  - 穆萨·特拉奥雷，马里总统（1968年－1991年）
- 毛里塔尼亚
  - 总统 - 
    1. 穆罕默德·马哈穆德·乌尔德·娄利，毛里塔尼亚总统（1979年－1980年）
    2. 穆罕默德·乌尔德·库纳·海德拉，毛里塔尼亚总统（1980年－1984年）

  - 总理 - 
    1. 穆罕默德·库纳·乌尔德·海德拉，毛里塔尼亚总理（1979年－1980年）
    2. 西德·艾哈迈德·乌尔德·布内贾，毛里塔尼亚总理（1980年－1981年）
- 毛里求斯
  - 君主 - 伊丽莎白二世，毛里求斯女王（1968年－1992年）
  - 总督- 达延德拉纳特·布伦乔巴伊，毛里求斯总督（1978年－1983年）
  - 总理 - 西沃萨古尔·拉姆古兰，毛里求斯总理（1968年－1982年）
- 莫桑比克
  - 萨莫拉·马谢尔，莫桑比克总统（1975年V 1986年）
- 尼日利亚
  - 哈吉·谢胡·沙加里，尼日利亚总统（1979年－1983年）
- 卢旺达
  - 朱韦纳尔·哈比亚利马纳，卢旺达总统（1973年－1994年）
- 圣多美和普林西比
  - 曼努埃尔·平托·达科斯塔，圣多美和普林西比总统（1975年－1991年）
- 塞内加尔
  - 总统 - 利奥波德·塞达尔·桑戈尔，塞内加尔总统（1960年－1980年）
  - 总理 - 阿卜杜·迪乌夫，塞内加尔总理（1970年－1980年）
- 塞舌尔群岛
  - 弗朗斯-阿尔贝·勒内，塞舌尔总统（1977年－2004年）
- 索马里
  - 穆罕默德·西亚德·巴雷，索马里总统（1969年－1991年）
- 南非
  - 总统 - 马雷·维尔容，南非总统（1979年－1984年）
  - 总理 - 彼得·威廉·博塔，南非总理（1978年－1984年）
- 斯威士兰
  - 君主 - 索布扎二世，斯威士兰国王（1968年－1982年）
  - 总理 - 王子 马班德拉·德拉米尼，斯威士兰首相（1979年－1983年）
- 突尼斯
  - 总统 - 哈比卜·布尔吉巴，突尼斯总统（1957年－1987年）
- 多哥
  - 纳辛贝·埃亚德马，多哥总统（1967年－2005年）
- 乌干达
  - 国家首脑 - 
    1. 戈弗雷·卢孔格瓦·比奈萨，乌干达总统（1979年－1980年）
    2. 保罗·穆万加，乌干达总统（1980年）
    3. Saulo Musoke，Polycarp Nyamuchoncho、Joel Hunter Wacha-Olwol，总统委员会成员（1980年）

  1. 米尔顿·奥博特，乌干达总统（1980年－1985年）

  - 政府首脑 - 
    1. 保罗·穆万加，军事委员会主席（1980年）
    2. 奥泰马·阿里马迪，乌干达总理（1980年－1985年）
- 上沃尔特
  - 总统 - 
    1. 桑古尔·拉米扎纳，上沃尔特领导人（1966年－1980年）
    2. 赛耶·泽博，上沃尔特领导人（1980年－1982年）

  - 总理 - 
    1. 約瑟夫·科農博，上沃尔特总理（1978年－1980年）
    2. 赛耶·泽博，上沃尔特总理（1980年－1982年）
- 赞比亚
  - 总统 - 肯尼思·卡翁达，赞比亚总统（1964年－1991年）
  - 总理 - 丹尼尔·利苏洛，赞比亚总理（1978年－1981年）
- 津巴布韦
  - 总督 - 克里斯托弗·索姆斯，南罗得西亚总督（1979年－1980年）
  - 总统 - 卡南·巴纳纳，津巴布韦总统（1980年－1987年）
  - 总理 - 羅伯·穆加貝，津巴布韦总理（1980年－1987年）
- 马达加斯加
  - 总统 - 迪迪埃·拉齐拉卡，马达加斯加总统（1975年－1993年）
  - 总理 - 德西雷·拉科托阿里乔纳，马达加斯加总理（1977年－1988年）
- 加纳
  - 总统 - 希拉·利曼，加纳总统（1979年－1981年）
- 中非
  - 总统 - 戴维·达科，中非总统（1979年－1981年）
  - 总理 - 
    1. 伯纳德·阿延德赫，中非总理（1979年－1980年）
    2. 胡安-皮埃尔·雷保德，中非总理（1980年－1981年）
- 布基纳法索
  - 国家元首 - 
    1. 桑古尔·拉米扎纳，布基纳法索总统（1966年－1980年）
    2. 赛耶·泽博，国家发展复兴军事委员会主席（1980年－1982年）

  - 政府首脑 - 
    1. 約瑟夫·科農博，布基纳法索总理（1978年－1980年）
    2. 赛耶·泽博，国家发展复兴军事委员会主席（1980年－1982年）

## 亞洲
- 阿富汗
  - 阿富汗人民民主黨總書記 - 巴布拉克·卡爾邁勒，革命委員會主席團主席，（1979年－1986年）
  - 政府首腦 - 巴布拉克·卡爾邁勒，部長會議主席（1979年－1981年）
- 孟加拉國- 
  - 總統 - 齐亚·拉赫曼，孟加拉國總統（1977年V 1981年）
  - 總理 - 沙赫·阿齐兹·拉赫曼，孟加拉國總理（1979年V 1982年）
- 汶萊- 哈桑纳尔·博尔基亚，汶萊蘇丹（1967年－現在）
- 中華人民共和國
  - 中國共產黨 - 华国锋，中央委員會主席、中央軍事委員會主席（1976年－1981年）
  - 中國共產黨 - 鄧小平，中央委員會副主席、全國政協主席（1978年－1983年）
  - 國家元首 - 葉剑英，全國人大常委會委員長（1978年－1983年）
  - 政府首腦 - 
    1. 華国锋，國務院總理（1976年－1980年）
    2. 趙紫阳，國務院總理（1980年－1987年）
- 印度-
  - 總統 - 尼蘭·桑吉瓦·雷迪，印度總統（1977年－1982年）
  - 總理 - 
    1. 查蘭·辛格，印度總理（1979年－1980年）
    2. 英迪拉·甘地，印度總理（1980年－1984年）
- 印尼- 蘇哈托，印尼總統（1967年V 1998年）
- 日本
  - 天皇 - 裕仁天皇，日本天皇（1926年－1989年）
  - 首相 - 
    1. 大平正芳，日本內閣總理大臣（1978年－1980年）
    2. 鈴木善幸，日本內閣總理大臣（1980年－1982年）
- 韓國-
  - 總統 - 
    1. 崔圭夏，韓國總統（1979年－1980年）
    2. 全斗煥，韓國總統（1980年－1988年）

  - 總理 - 
    1. 申鉉確，韓國國務總理（1979年－1980年）
    2. 朴忠勛，韓國國務總理（1980年）
    3. 南悳祐，韓國國務總理（1980年－1982年）
- 尼泊爾
  - 國王 - 畢蘭德拉·比爾·比克拉姆·沙阿·德瓦，尼泊爾國王（1972年－2001年）
  - 總理 - 苏里亚·巴哈杜尔·塔帕，尼泊爾總理（1979年－1983年）
- 巴基斯坦-
  - 總統 - 穆罕默德·齊亞·哈克，巴基斯坦總統（1978年－1988年）
  - 政府首腦 - 穆罕默德·齊亞·哈克，巴基斯坦總理（1977年－1985年）
- 菲律賓
  - 總統 - 費迪南德·馬科斯，菲律賓總統（1965年－1986年）
- 中華民國
  - 總統 - 蔣經國，中華民國總統（1978年－1988年）
  - 總理 - 孫運璿，行政院院長（1978年－1984年）
- 朝鮮
  - 朝鮮勞動黨總書記、朝鮮國家主席-金日成
  - 最高人民會議常任委員長-金永南

## 大洋洲
- 澳洲
  - 君主 - 伊莉莎白二世，澳洲女王（1952年－現在）
  - 總督-先生 泽尔曼·考恩，澳洲總督（1977年－1982年）
  - 總理 - 马尔科姆·弗雷澤，澳洲總理（1975年－1983年）
- 密克羅尼西亞聯邦- 中山利雄，密克羅尼西亞聯邦總統（1979年V 1987年）
- 吉里巴斯- 耶雷米亚·塔拜，吉里巴斯總統（1979年V 1982年）
- 諾魯- 哈默·德罗伯特，諾魯總統（1978年－1986年）
- 紐西蘭
  - 君主 - 伊莉莎白二世，紐西蘭女王（1952年－現在）
  - 總督- 
    1. 基斯·霍利約克先生，紐西蘭總督（1977年－1980年）
    2. 大衛·貝蒂先生，紐西蘭總督（1980年－1985年）

  - 總理 - 羅伯特·馬爾登，紐西蘭總理（1972年－1984年）
- 所罗门群岛- 
  - 君主 - 伊莉莎白二世，所罗门群岛女王（1978年Vpresent）
  - 總督- 巴德利·德韦西，所罗门群岛总督（1978年V 1988年）
  - 總理 - 彼得·凯尼洛雷亚，所罗门群岛总理（1978年V 1981年）
- 東加
  - 君主 - 陶法阿豪·圖普四世，東加國王（1965年V 2006年）
  - 總理 - 图伊佩勒哈克王子，東加總理，（1965年V 1991年）
- 吐瓦魯
  - 君主 - 伊莉莎白二世，吐瓦魯女王（1978年－現在）
  - 總督- 菲亚·佩妮塔拉·坦奥，吐瓦魯總督（1978年－1986年）
  - 總理 - 托阿利波·劳蒂，吐瓦魯總理（1978年－1981年）
- 萬那杜- 
  - 總統 - 阿提·乔治·索科马努，萬那杜總統（1980年V 1984年）
  - 總理 - 沃尔特·利尼，萬那杜總理（1980年V 1991年）

## 歐洲
- 安道爾
  - 親王- 
    - 瓦莱里·吉斯卡尔·德斯坦，法国总统（1974年－1981年）
    - 瓊·馬蒂·艾拉尼斯，天主教乌赫尔教区主教（1971年－2003年）
- 奧地利- 
  - 總統 - 鲁道夫·基希施莱格（1974年－1986年）
  - 總理 - 布魯諾·克莱斯基（1970年－1983年）
- 比利时-
  - 君主 - 博杜安（1951年－1993年）
  - 首相 - 维尔弗里德·马尔滕斯（1979年－1981年，1981年－1992年）
- 丹麥
  - 君主 - 玛格丽特二世（1972年－現在）
  - 首相 - 安克尔·喬根森（1975年－1982年）
- 芬兰
  - 總統 - 乌尔霍·卡勒瓦·吉科宁（1956年－1981年）
  - 總理 - 毛诺·科伊维斯托（1968年－1970年，1979年－1982年）
- 法国-
  - 總統 - 瓦莱里·吉斯卡尔·德斯坦（1974年－1981年）
  - 總理 - 雷蒙·巴尔（1976年－1981年）
- 西德-
  - 總統 - 卡尔·卡斯滕斯（1979年－1984年）
  - 總理 - 赫爾穆特·施密特（1974年－1982年）
- 德意志民主共和国（东德）
  - 德國統一社會黨領導人 - 埃里希·昂纳克，德國统一社会党總書記（1971年－1989年）
  - 國家元首 - 艾利克·昂纳克，国务委员会主席（1976年－1989年）
  - 部長會議主席 - 威利·斯多夫（1976年－1989年）
- 爱尔兰-
  - 總統 - 帕特里克·希勒里（1976年－1990年）
  - 總理 - 查爾斯·豪伊（1979年－1981年）
- 意大利
  - 總統 - 亚历山德罗·佩尔蒂尼（1978年－1985年）
  - 總理 - 
    1. 弗朗賽斯科·科西嘉（1979年－1980年）
    2. 阿纳尔多·福拉尼（1980年－1981年）
- 列支敦斯登
  - 君主 - 法蘭茲·約瑟夫二世（1938年－1989年）
  - 首相 - 漢斯·布伦哈特（1978年－1993年）
- 盧森堡
  - 君主 - 让（1964年－2000年）
  - 首相 - 皮埃尔·维尔纳（1954年－1974年，1979年－1984年）
- 馬爾他
  - 總統 - 安東·布蒂吉格（1976年－1981年）
  - 總理 - 多姆·明托夫（1971年－1984年）
- 摩納哥
  - 君主 - 兰尼埃三世（1949年－2005年）
  - 首相 - 安德烈·聖-米雷克斯（1972年－1981年）
- 荷蘭
  - 君主 - 
    1. 朱丽安娜（1948年－1980年）
    2. 贝娅特丽克丝（1980年－2013年）

  - 首相 - 德里斯·范阿赫特（1977年－1982年）
- 挪威
  - 君主 - 奥拉夫五世（1957年－1991年）
  - 首相 - 奥德瓦尔·努尔利，挪威首相（1976年－1981年）
- 波蘭
  - 共產黨領導人 - 
    1. 愛德華·盖莱克，波蘭统一工人党中央委员会总书记（1970年－1980年）
    2. 斯坦尼斯瓦夫·卡尼亚，波蘭统一工人党中央委员会总书记（1980年－1981年）

  - 國家元首 - 国务委员会主席-亨利克·雅布翁斯基（1972年－1985年）
  - 部長會議主席 -
    1. 彼得·雅罗谢维奇（1970年－1980年）
    2. 愛德華·巴比乌赫（1980年）
    3. 约瑟夫·平科夫斯基（1980年－1981年）
- 葡萄牙-
  - 總統 - 安東尼奧·拉马尔霍·埃亚内斯（1976年－1986年）
  - 總理 - 
    1. 玛丽亚·德卢尔德斯·平塔西尔戈（1979年－1980年）
    2. 弗朗西斯科·萨·卡尔内罗（1980年）
    3. 迪奥戈·弗雷塔斯·达·阿马拉尔（臨時）（1980年－1981年）
- 聖馬利諾
  - 执政官-
    1. 朱塞佩·阿米奇与杰尔马诺·德·比亚吉（1979年10月－1980年3月）
    2. 彼得罗·基亚鲁齐与普利莫·马拉尼（1980年4月－1980年9月）
    3. 吉安卡洛·贝拉尔迪与罗萨诺·扎费拉尼（1980年10月－1981年3月）
- 西班牙- 
  - 君主 - 胡安·卡洛斯一世（1975年－2014年）
  - 首相 - 阿道弗·蘇亞雷斯·岡薩雷斯（1976年－1981年）
- 瑞典-
  - 君主 - 卡尔十六世·古斯塔夫（1973年－現在）
  - 首相 - 图尔比约恩·费尔丁，瑞典總理，（1976年－1978年，1979年－1982年）
- 瑞士- 
  - 瑞士聯邦委員會-  库尔特·富格勒，维利·里恰德，汉斯·许尔利曼，乔治-安德烈·谢瓦拉茨，弗里茨·霍内格，皮埃尔·奥贝尔，莱昂·施伦普夫
- 土耳其
  - 總統 -
    1. 法赫里·科鲁蒂尔克（1973-1980）
    2. 凱南·埃夫伦（1980-1982）

  - 總理 - 
    1. 苏莱曼·德米雷爾（1979-1980）
    2. 比连德·乌卢苏（1980-1983）
- 英国-
  - 君主 - 伊丽莎白二世（1952年－現在）
  - 首相 - 玛格丽特·撒切尔（1979年－1990年）
- 梵蒂冈
  - 教宗 - 若望·保禄二世（1978年－2005年）
  - 國務卿 - 阿戈斯蒂诺（Agostino Cardinal Casaroli）（1979年－1990年）

## 中東
- 埃及-
  - 總統 - 穆罕默德·安瓦尔·萨达特，埃及總統（1970年－1981年）
  - 總理 - 
    1. 穆斯塔法·哈利勒，埃及總理（1978年－1980年）
    2. 穆罕默德·安瓦尔·萨达特，埃及總理（1980年－1981年）
- 伊拉克-
  - 總統 萨达姆·侯賽因
- 伊朗-
  - 最高領袖霍梅尼

- 以色列-
  - 總統 - 伊扎克·纳冯，以色列總統（1978年－1983年）
  - 總理 - 梅纳赫姆·贝京，以色列總理（1977年－1983年）
- 阿曼- 卡布斯·本·赛义德·阿勒赛义德，阿曼蘇丹（1970年－）
- 葉門人民民主共和國
  - 總統 - 
    1. 阿卜杜勒·法塔赫·伊斯梅尔，最高人民委員會主席團主席（1978年－1980年）
    2. 阿里·纳赛尔，最高人民委員會主席團主席（1980年－1986年）

  - 總理 - 阿里·纳西尔·穆罕默德·胡萨尼，葉門人民民主共和國總理（1971年－1986年）
- 葉門阿拉伯共和國
  - 總統 - 阿里·阿卜杜拉·萨利赫，阿拉伯葉門共和國總統（1978年－1990年）
  - 總理 - 
    1. 阿卜杜勒·阿齐兹·阿卜杜勒·加尼，阿拉伯葉門共和國總理（1975年－1980年）
    2. 阿卜杜勒·卡里姆·埃里亚尼，阿拉伯葉門共和國總理（1980年－1983年）

## 北美洲和加勒比海
- 巴哈馬- 
  - 君主 - 伊莉莎白二世，巴哈馬女王（1973年至今）
  - 總督- 杰拉尔德·卡什，巴哈馬總督（1979年-1988年）
  - 總理 - 林登·平德林，巴哈馬總理（1973年-1992年）
- 巴貝多- 
  - 君主 - 伊莉莎白二世，巴貝多女王（1966年-2021年）
  - 總督- 戴顿·沃德，巴貝多總督（1976年V 1984年）
  - 總理 - 約翰·麥克·傑佛瑞·曼寧厄姆·亞當斯，巴貝多總理（1976年V 1985年）
- 加拿大
  - 君主 - 伊莉莎白二世，加拿大女王（1952年－現在）
  - 總督 - 愛德華·施賴爾，加拿大總督（1979年－1984年）
  - 總理 - 
    1. 喬·克拉克，加拿大總理（1979年－1980年）
    2. 皮埃爾·特魯多，加拿大總理（1980年－1984年）
- 哥斯大黎加- 罗德里戈·阿尔韦托·卡拉索·奥迪奥，哥斯大黎加總統（1978年V 1982年）
- 古巴- 菲德爾·卡斯楚，古巴共產黨中央委員會第一書記（1965年－2011年），古巴國務委員會主席兼部長會議主席（1976年－2008年）
- 多米尼克- 
  - 總統 - 
    1. 弗德雷·德加松，多米尼克總統（1979年V 1980年）
    2. 奧裡利厄斯·瑪麗，多米尼克總統（1980年V 1983年）

  - 總理 - 
    1. 奥利弗·塞拉芬，多米尼克總理（1979年V 1980年）
    2. 尤金妮亚·查尔斯，多米尼克總理（1980年V 1995年）
- 多米尼加共和國- 安東尼奧·古斯曼·費爾南德斯，多米尼加共和國總統（1978年V 1982年）
- 格瑞那達
  - 君主 — 伊莉莎白二世
  - 總督—保羅·史恭（英语：Paul Scoon）
  - 人民革命政府總理—莫里斯·畢曉普（1979年-1983年）
- 薩爾瓦多- 革命政府評議會（1979年－1982年）
- 特立尼达和多巴哥
  - 總統 - 埃利斯·克拉克，特立尼达和多巴哥总统（1976年－1987年）
  - 總理 - 埃里克·威廉斯，特立尼达和多巴哥总理（1956年－1981年）
- 美國- 吉米·卡特，美國總統（1977年－1981年）

## 南美洲
- 阿根廷- 豪尔赫·拉斐尔·魏地拉，阿根廷總統（1976年－1981年）
- 玻利維亞- 
  1. 莉迪娅·盖莱尔，玻利維亞總統（1979年－1980年）
  2. 路易斯·加西亚·梅萨·特哈达，玻利維亞總統（1980年－1981年）
- 巴西- 若昂·菲格雷多，巴西總統（1979年－1985年）
- 智利- 奥古斯托·皮诺切特，智利總統（1973年－1990年）
- 哥倫比亞- 胡利奥·塞萨尔·图尔瓦伊·阿亚拉，哥倫比亞總統（1978年－1982年）
- 厄瓜多- 海梅·羅爾多斯·阿吉萊拉，厄瓜多總統（1979年－1981年）
- 蓋亞那- 
  - 總統 -

  1. 鐘亞瑟，蓋亞那總統（1970年－1980年）
  2. 林登·福布斯·桑普森·伯纳姆，蓋亞那總統（1980年－1985年）

  - 總理 -

  1. 林登·福布斯·桑普森·伯纳姆，蓋亞那總理（1966年－1980年）
  2. 普托利米·里德，蓋亞那總理（1980年－1984年）
- 巴拉圭- 阿尔弗雷多·斯特罗斯纳，巴拉圭總統（1954年－1989年）
- 秘魯- 
  1. 弗朗西斯科·莫拉莱斯·贝穆德斯，秘魯總統（1975年－1980年）
  2. 费尔南多·贝朗德·特里，秘魯總統（1980年－1985年）
- 蘇利南-
  - 總統 -

  1. 約翰·費裡爾，蘇利南總統（1975年－1980年）
  2. 亨德里克·鲁多尔夫·陈亚先，蘇利南總統（1980年－1982年）

  - 總理 -

  1. 亨克·阿龙，蘇利南總理（1975年－1980年）
  2. 亨德里克·鲁多尔夫·陈亚先，蘇利南總理（1980年－1982年）
- 烏拉圭- 阿帕里西奥·门德斯，烏拉圭總統（1976年－1981年）
- 委內瑞拉- 路易斯·埃雷拉·坎平斯，委內瑞拉總統（1979年－1984年）